# ㅗ

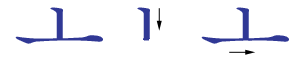
筆順

ㅗは、ハングルを構成する母音字母のひとつ。呼称はオ（오）。19番目の字母（『訓蒙字会』以降は母音字母としては5番目、『訓民正音』当時は最初の複合母音文字で、天地人を表す基本文字の「ㆍ」「ㅡ」「ㅣ」に次ぐ4番目）である。始めから終わりまで音色の変わらない単母音を表す。

## 音声
音素は/o/で表される。唇をすぼめて舌を後ろに引き、/ㅜ/よりも少しあごを開いた状態の円唇後舌半狭母音[o]で発音される。

## 沿革
『訓民正音』の中声字において天を象る「ㆍ」と地を象る「ㅡ」とによって構成され、天を表すㆍが上側に置かれているので天から始まる陽母音の初出字に分類される。世宗序では「如洪字中聲」と規定されている。
その名称は『訓蒙字会』（1527年）でオ（吾）とされた。

## 造字
- 同じ陽母音の字母と組み合わさってㅘ [wa]が作られる（ㅗ + ㅏ）。
- 中性母音の字母と組み合わさってㅚ [we]（元来は[ø]）が作られる（ㅗ + ㅣ）。
- 上記の2つの字母と組み合わされてㅙ [wɛ]が作られる（ㅗ + ㅏ + ㅣ）。

## ラテン文字転写
文化観光部2000年式、マッキューン＝ライシャワー式ともにoと表記される。

## 文字コード
| 名称               | 種類   | コード | HTML実体参照コード | 表示 |
| HANGUL LETTER O    | 単体   | U+3157 | &#12631;           | ㅗ   |
| HANGUL JUNGSEONG O | 中声用 | U+1169 | &#4457;            | ᅩ     |